# Miasskoje
Miasskoje (russisch Миа́сское) ist ein Dorf (selo) in der Oblast Tscheljabinsk (Russland) mit 9755 Einwohnern (Stand 14. Oktober 2010).

## Geographie
Das Dorf liegt östlich des südlichen Ural etwa 30 km nordöstlich der Oblasthauptstadt Tscheljabinsk zu beiden Seiten des namensgebenden Flusses Miass.
Miasskoje ist Verwaltungssitz des Rajons Krasnoarmeiski sowie der Landgemeinde Miasskoje selskoje posselenije, zu der außerdem die Dörfer Charino (12 km nordwestlich), Iljino (7 km westlich) und Tscherkassowo (12 km westlich) gehören.

## Geschichte
Der Ort geht auf die 1736 angelegte Festung Miasskaja krepost des Orenburger Kosakenheeres zurück. Nahe der damaligen Grenze des Russischen Kaiserreiches zu den noch nicht kolonialisierten Steppengebieten des späteren Russisch-Turkestan gelegen, diente sie dem Schutz vor Angriffen der damals als „Kirgisen“ bezeichneten nomadischen Kasachen und der Beobachtung der Baschkiren in der Region. Ab Ende des 18. Jahrhunderts besaß Miasskoje den Status einer Staniza, zunächst bis 1841 im „ersten Kanton“, dann als Sitz eines Regimentskreises des Orenburger Kosakenheeres. Mit der Ausdehnung des Russischen Reiches nach Zentralasien verlor Miasskoje in der zweiten Hälfte des 19. Jahrhunderts seine militärische Bedeutung und wurde gewöhnliches Dorf.
Seit 1941 ist Miasskoje Verwaltungssitz des nach der Roten Armee (Krasnaja armija) benannten Rajons.

### Bevölkerungsentwicklung
| Jahr | Einwohner |
| ---- | --------- |
| 1959 | 3514      |
| 1970 | 5038      |
| 1979 | 6339      |
| 1989 | 9541      |
| 2002 | 9593      |
| 2010 | 9755      |

Anmerkung: Volkszählungsdaten

## Verkehr
Einige Kilometer südlich des Dorfes führt die föderale Fernstraße R254 Irtysch (ehemals M36) vorbei, die Tscheljabinsk über Omsk mit Nowosibirsk verbindet und Teil der transkontinentalen Straßenverbindung sowie der Europastraße 30 ist. Bei Miasskoje zweigt die Regionalstraße 75K-132 (ehemals R330) ab, die über Brodokalmak zur Grenze zur benachbarten Oblast Kurgan und dort weiter nach Schadrinsk verläuft.
Die nächstgelegenen, jeweils etwa 15 km von Miasskoje entfernten Bahnstationen an der südlich der Fernstraße verlaufenden ursprünglichen Strecke der Transsibirischen Eisenbahn sind Kosyrewo und Tschernjawskaja bei Streckenkilometer 2124 und 2145 (ab Moskau).